# Abetarda-de-barriga-branca
Sisão-senegalês, abetarda-de-barriga-branca, abetarda-do-senegal, sisão-do-senegal ou sisão-de-barriga-branca (Eupodotis senegalensis) é uma espécie de ave da família Otididae.

## Distribuição geográfica
Pode ser encontrada nos seguintes países: África do Sul, Angola, Benim, Botswana, Burkina Faso, Camarões, República Centro-Africana, Chade, Costa do Marfim, Eritreia, Etiópia, Gabão, Gâmbia, Gana, Guiné,  Mali, Mauritânia, Níger, Nigéria, Quénia, República do Congo, República Democrática do Congo, Senegal, Somália, Sudão, Essuatíni, Tanzânia, Togo, Uganda e Zâmbia.